# احمد فرهاد
احمد فرهاد با نام کامل احمد فرهاد معتمد (زاده ۱۲۸۱ خورشیدی در تهران – درگذشته ۲۰ مهر ۱۳۵۰) پزشک، نویسنده، استاد و رئیس دانشگاه اهل ایران بود.

## تحصیلات و فعالیت‌ها
احمد فرهاد تحصیلات ابتدائی و متوسطه را در تهران در مدرسه قاجاریه و دارالفنون به پایان رسانیدند. وی تحصیلات عالی را در برلین و هایدلبرگ در رشتهٔ پزشکی به تمام کرد و در ۱۳۰۷ خورشیدی (۱۹۲۸ میلادی)، دانش‌نامه دکتری در پزشکی و اجازه‌نامهٔ رسمی طبابت در آلمان را گرفت. پس از آن در رشتهٔ رادیولوژی ادامه تحصیل داد و در ۱۳۱۲خورشیدی به ایران بازگشت و به سمت استادی رادیولوژی در دانشکدهٔ پزشکی دانشگاه تهران منصوب شد. احمد فرهاد همچنین ریاست دانشکدهٔ پزشکی را از سال ۱۳۳۶ تا ۱۳۴۲ بر عهده داشت. پس از آن استادی کرسی فیزیک پزشکی به او محول گردید. احمد فرهاد از نخستین کسانی است که دستگاه رادیولوژی را برای کمک تشخیص بیماری‌ها به ایران آورد. احمد فرهاد رئیس بخش رادیولوژی بیمارستان پهلوی (بیمارستان امام خمینی) نیز بود. وی در ۴ اردیبهشت ۱۳۳۶ به ریاست دانشگاه تهران نیز منصوب گردید. فرهاد در بهمن ۱۳۴۰ در واکنش به هجوم کماندوهای ارتش و ماموران امنیتی به دانشگاه تهران در اول بهمن ۱۳۴۰ به همراه  ۱۲ رییس دانشکدهِ دانشگاه در نامه‌ای خطاب به علی امینی نخست وزیر وقت استعفا داد. در قسمتی از این نامه آمده: 
«پس از حمله به دانشگاه، سربازان و چتربازان بدون فرق و تفاوت، یکسان به دانشجویان پسر و دختر حمله کردند، دانشجویان بسیاری را به قصد کشت مضروب نمودند. من هیچگاه ندیده و نشنیده‌ام تا این حد بی‌رحمی، سادیسم، خشونت و خرابکاری از ناحیه قوای دولتی اعمال شود.»
«هنگام سرکشی در بناهای دانشگاه صحنه‌ای نظیر هجوم قشون وحشی به خاک دشمن را در برابر چشمانمان مجسم ساخت. کتاب‌ها پاره پاره شده بودند، نیمکت‌های درس شکسته شده بودند، ماشین‌های تحریر شکسته شده و خرد شده بودند، تجهیزات آزمایشگاه یا خراب و غیرقابل استفاده شده بودند و یا به سرقت رفته بودند حتی بیمارستان دانشگاه از خرابکاری سربازان در امان نمانده بود و عده زیادی از سرپرستاران و بیماران یا مضروب شده بودند و یا مجروح.

تمام روسای دانشکده‌ها و نیز خود من استعفای خود را به شما ابلاغ می‌کنم و این استعفانامه‌ها مادام که مسؤولین این وحشی‌گری‌های حیوانی مجازات نشوند، معتبر خواهد بود.»